# Тод Хејнс
Тод Хејнс (енгл. Todd Haynes; Лос Анђелес, 2. јануар 1961) амерички је независни филмски режисер, сценариста и продуцент. Сматра се једним од важнијих представника Новог квир филма, филмског правца који је настао деведестих и који је под утицајем квир теорије на радикалан начин екранизовао ЛГБТ теме.
Хејнсова филмска остварења су утемељена на постмодернистичкој идеји о идентитету, по којој идентитет није нешто урођено и фиксно, већ друштвено конструисано, флуидно и променљиво. За главне протагонисте често узима ликове са маргине, који су због субверзивних и сексуалних идентитета позиционирани у супротности према прихваћеним друштвеним нормама. Хејнс као режисер често тежи формалном експериментисању, трагању за новим наративним стратегијама и тежњи да се филм публици представи као артифицијални медијум. Тако у филму Суперзвезда користи барбике уместо глумаца, док у филму Нисам ту седам различитих глумаца тумачи персону Боба Дилана. Са становишта стила, Хејнс преферира формализам уместо натурализма, поигравајући се и пресмишљавајући кинематографске стилове, попут документарног стила у Отрову и Плишаном руднику злата, пастиша заснованог на мелодрамама Дагласа Серка у филму Далеко од раја, референцирања бројних уметничких филмова шездесетих година у остварењу Нисам ту или обликовање филмске фотографије на основу фотографија Њујорка из педесетих у филму Керол. Пошто у филмовима апострофира комплексне друштвено-политичке теме попут хомофобије, мизогиније и расизма, Хејнс је о политичкој димензији своје уметности изјавио је да му је првенствена намера, када тематизује неки проблем, да изазове саосећање према особама које су погођене овим проблемом, уместо да понуди једнодименизионално решење.

## Биографија

### Филмска каријера
Привукао је пажњу експерименталним кратким филмом Суперзвезда: прича о Карен Карпетнер (Superstar: The Karen Carpenter Story), који драматизује уз помоћ барби лутака уместо глумаца трагични живот певачице Карен Карпетнер. Пошто Хејнс није обезбедио одговарајућа ауторска права на коришћење Карпентерине музике, тужио га је Ричард Карпетнер, њен брат и други члан групе, који је у филму представљен у негативном контексту. Суд је забранио дистрибуцију филма, a до данашњег дана није дозвољена његова дистрибуција. Пиратска верзија се повремено појављује на сајту јутјуб.
Његов први дугомотретражни филм Отров (Poison) приказан је 1991. Састоји се од три стилски различита сегмента, од којих је један заснован на прози Жана Женеа. У њима се на провокативан и субверзиван начин преиспитују различити друштвени феномени. Отров је награђен наградом жирија на Санденс фестивалу. Његов други дугометражни филм Уточиште (Safe) приказан је 1995. У њему је на симболичан начин представљен портрет жене оболелеле од алергије на загађење. Ово је уједно један од првих филмова у којима је глумица Џулијана Мур одиграла главну улогу. Следећи филм Плишани рудник злата (Velvet Goldmine) приказан је 1998. У питању је својеврсни омаж глам рок ери седамдестих и заснован је на животима и митологији Дејвида Боувија, Игија Попа и Лу Рида. Награђен је специјалном наградом жирија за уметнички допринос на Канском фестивалу.
Нове похвале филмских критичара стекао је филмом Далеко од раја (Far from Heaven) из 2002. Хејнс га је снимио као пастиш холивудских мелодрама Дагласа Серка из педестих година 20. века. У њему се приказује распад наизлед савршеног живота домаћице из Конектиката (Џулијана Мур), након што сазнаје да јој је муж хомосексуалац (Денис Квејд) и након што се заљубљује у афроамериканца (Денис Хејсберт). Далеко од раја је освојио четири номинације за Оскара укључујући и номинацију за најбољи сценарио која је припала Хејнсу. Његов пети дугометражни филм Нисам ту (I'm Not There) приказан је 2007. Овај нелинеарни биографски филм приказује различита лица Боба Дилана кроз седам фикционалних ликова. Критичари су га дочекали похвалама и био је номинован за оскара у категорији најбоља глумица у споредној улози (Кејт Бланчет). Следећи успех остварио је на телевизији, када је режирао мини серрију Милдред Пирс (Mildred Pierce) у продукцији кабловског канала Ејч-Би-Оу. Серија је била номинована за 21 Еми, освојивши 5 награда.
Хејнс се вратио на велико платно 2015, када је режирао филм Керол (Carol). Ово је његов први филм за који није написао сценарио. Керол је адаптација романа Цена соли Патрише Хајсмит. Радња се одиграва педестих година 20. века и прати љубавну романсу између две жене. Филм је био номинован за шест Оскара, пет златних глобуса и 9 БАФТА награда.
Тренутно ради на режији филмске адаптације романа Брајана Селзника, као и на биографском филму о животу певачице Пеги Ли.

## Филмографија
| Филмови које је режирао Тод Хејнс |                                      |               |                            |
| Година                            | Српски назив                         | Изворни назив | Напомене                   |
| 1987.                             | Суперзвезда: прича о Карен Карпетнер |               | краткометражни филм        |
| 1991.                             | Отров                                |               |                            |
| 1995.                             | Уточиште                             |               |                            |
| 1998.                             | Плишани рудник злата                 |               |                            |
| 2002.                             | Далеко од раја                       |               |                            |
| 2007.                             | Нисам ту                             |               |                            |
| 2011.                             | Милдред Пирс                         |               | Мини-серија из пет епизода |
| 2015.                             | Керол                                |               |                            |